# Jan Nygren (skådespelare)
Jan Nils Johan Nygren, ursprungligen Nils Johan Nygren, född 10 april 1934 i Hamra församling i Gävleborgs län (Orsa finnmark), död 28 november 2019 i Enebyberg, Stockholms län, var en svensk skådespelare, röstskådespelare och dubbningsöversättare.

## Biografi
Nygren var son till folkskolläraren Johan Anton Nygren (1897–1968) och Ingeborg Helfrid Blomberg (1898–1977). Han utbildade sig vid Axel Witzanskys teaterskola och elevskolan vid Göteborgs stadsteater. Han var under 1960-talet engagerad vid sistnämnda teater, samt Riksteatern för att senare bli frilansande skådespelare. Hans första roll framför kameran var i familjeserien Här kommer Petter 1963 där han spelade en dräng. Bland Nygrens över 80 roller i film och TV är måhända rollen som "Stora Norrland" i serien Någonstans i Sverige från 1973 om Sveriges mobilisering under andra världskriget mest känd. I övrigt har han bland annat gjort Karlssons röst i filmen Världens bästa Karlsson (1974).
Jan Nygren är gravsatt i minneslunden på Danderyds kyrkogård.

## Filmografi i urval
- 1937 – Snövit och de sju dvärgarna (röst till jägaren i omdubbning 1982)
- 1963 – Här kommer Petter (TV-serie)
- 1964 – Henrik IV
- 1964 – Petter klarar allt! (TV-serie)
- 1965 – En historia till fredag (TV-serie)
- 1969 – Ni ljuger
- 1969 – Vårdaren
- 1970 – Lyckliga skitar
- 1970 – På rymmen med Pippi Långstrump (röst)
- 1971 – Lavforsen – by i Norrland (TV-serie)
- 1972 – Bröderna Malm (TV-serie)
- 1973 – Emil och griseknoen
- 1973 – Ett köpmanshus i skärgården (TV-serie)
- 1973–1974 – Någonstans i Sverige (TV-serie)
- 1974 – En enkel melodi
- 1974 – Världens bästa Karlsson (Karlssons röst)
- 1975 – Garaget
- 1975 – Pojken med guldbyxorna (TV-serie)
- 1975 – Ägget är löst!
- 1977 – Bröderna Lejonhjärta
- 1977 – Ärliga blå ögon (TV-serie)
- 1977 – Bernard och Bianca (röst till Snoops)
- 1979 – Selambs (TV-serie)
- 1979 – Du är inte klok, Madicken
- 1984 – Karlsson på taket (1984 TV-serie) (TV-serie)
- 1980 – Sinkadus (TV-serie)
- 1980 – N.P. Möller, fastighetsskötare (TV-serie)
- 1980 – Och skeppets namn var Gigantic...
- 1980 – Huset i världens mitt
- 1980 – Mannen som gick upp i rök
- 1980 – Sverige åt svenskarna
- 1980 – Blomstrande tider
- 1981 – Micke och Molle (röst till Amos Slade)
- 1981 – Olsson per sekund eller Det finns ingen anledning till oro
- 1981 – Dagar i Gdansk
- 1981 – Babels hus (TV-serie)
- 1982 – Jönssonligan & Dynamit-Harry
- 1983 – Mot härliga tider
- 1983 – Spanarna (TV-serie)
- 1983 – Profitörerna (TV-serie)
- 1984 – Panik i butiken (TV-serie)
- 1985 – Mask of Murder
- 1985 – Pelle Svanslös i Amerikatt (röst till Lodjuret)
- 1986 – Hassel – Beskyddarna
- 1986 – Resan till Amerika (röst till Fievels pappa)
- 1987 – Paganini från Saltängen (TV-serie)
- 1988 – Kråsnålen (TV-serie)
- 1988 – Stoft och skugga (TV-serie)
- 1989 – Det var då... (TV-serie)
- 1990 – Rosenbaddarna (TV-serie)
- 1991 – "Harry Lund" lägger näsan i blöt!
- 1991 – Den ofrivillige golfaren
- 1991 – Amforans gåta (TV-serie)
- 1992 – James Bond Junior (TV-serie) (röst till Erik Äckelbäck med flera)
- 1993 – Sökarna
- 1994 – Den vite riddaren (TV-serie)
- 1994 – Snutarna (TV-serie)
- 1995 – Snoken (TV-serie)
- 1996 – Monopol
- 1997 – Atlantis: Det försvunna riket (röst till Actyon)
- 1999 – c/o Segemyhr (TV-serie)
- 2000 – Hjälp! Jag är en fisk (övriga röster)

## Teater

### Roller (ej komplett)
| År   | Roll         | Produktion                                  | Regi            | Teater                |
| ---- | ------------ | ------------------------------------------- | --------------- | --------------------- |
| 1959 |              | Gisslan Brendan Behan                       | Staffan Aspelin | Göteborgs stadsteater |
| 1962 |              | Perrichons resa Eugène Labiche              | Per Edström     | Riksteatern           |
| 1970 |              | Arsenik och gamla spetsar Joseph Kesselring | Hasse Ekman     | Scalateatern          |
| 1971 | Ralph Austin | Fri som fjärilen Leonard Gershe             | Jan Malmsjö     | Scalateatern          |
| 1983 |              | The Boys in the Band Mart Crowley           | Börje Ahlstedt  | Folkan                |
| 1993 |              | Fame Steven Margoshes och Jacques Levy      | Runar Borge     | Chinateatern          |

## Övrigt
Jan Nygren medverkade på E-Types skiva The Explorer som uppläsare av en kort berättelse i introlåten "The Explorer".